# Castelraimondo
Castelraimondo est une commune italienne d'environ 4 440 habitants, située dans la province de Macerata, dans la région Marches, en Italie centrale.

## Administration
| Période                                  | Période | Identité | Étiquette | Qualité |
| ---------------------------------------- | ------- | -------- | --------- | ------- |
|                                          |         |          |           |         |
| Les données manquantes sont à compléter. |         |          |           |         |

### Hameaux
Crispiero, Castel S.Maria, Rustano, Brondoleto, Collina, S.Angelo, Carsignano

### Communes limitrophes
Camerino, Fiuminata, Gagliole, Matelica, Pioraco, San Severino Marche, Serrapetrona